# Jazz à gogo
Singles de France Gall
La Cloche
(1964) Laisse tomber les filles
(1964)
Jazz à gogo est une chanson de France Gall. Elle est initialement parue en 1964 sur un EP et ensuite sur l'album Mes premières vraies vacances, sorti en août,
.

## Développement et composition
La chanson originale a été écrite par Robert Gall et Alain Goraguer. L'enregistrement a été produit par Denis Bourgeois.

## Liste des pistes
EP 7" 45 tours Jazz à gogo / La Cloche / Soyons sages / Mes premières vraies vacances (1964, Philips 434.914 BE)
A1. La Cloche (2:05)
A2. Jazz à gogo (2:26)
B1. Mes premières vraies vacances (2:15)
B2. Soyons sages (2:30)

## Classements
La Cloche / Jazz à gogo / Mes premières vraies vacances,,
| Classement (1964)                       | Meilleure position |
| --------------------------------------- | ------------------ |
| Belgique (Wallonie Ultratop 50 Singles) | 28                 |